# Joseph Boillot
Pour les articles homonymes, voir Boillot.
Joseph Boillot est un peintre, ingénieur militaire, architecte et graveur, né à Langres en 1546, et mort dans la même ville en 1605.

## Biographie
Joseph Boillot était un bourgeois de Langres, appartenant à une famille ayant plusieurs membres maîtres maçons et apparentée à des familles de peintres, les Michelin et les Tassel. Ces relations familiales lui ont permis d'être formé dans sa jeunesse aux mathématiques, à la sculpture et au dessin. Il connaissait différentes formes de la gravure.
Dans son traité sur les instruments de guerre paru en 1598, il se déclare expert ingénieux. Il s'est formé à l'art des instruments nécessaires à la prise des villes pendant les guerres de la Ligue en Champagne.
Sa formation humaniste va le conduire à faire évoluer sa représentation des instruments de guerre vers des conceptions philosophiques. 

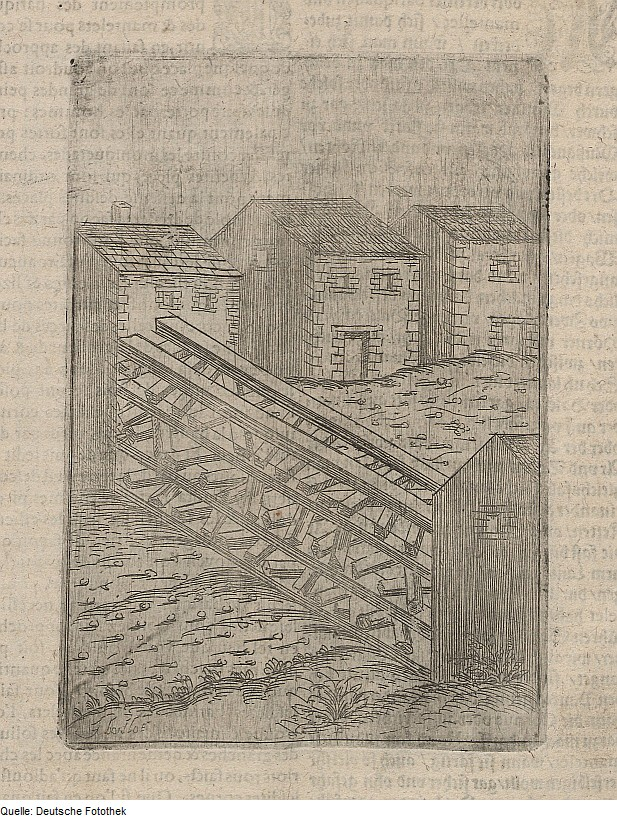
Art de la Guerre et barricade, dessin

Il a exercé à Langres les charges de contrôleur des poudres et salpêtres, de contrôleur au magasin et grenier à sel». Il en est devenu échevin en 1587.
Dans la dédicace de son livre Nouveaux Pourtraitz et figures de termes pour user en l’architecture au duc de Nevers, il se situe clairement dans un parti catholique, mais favorable à Henri IV, farouchement opposé aux ligueurs accusés d’« espagnoliser » la France. 
Dans sa dédicace du second livre, il écrit qu'il a été responsable du magasin des salpêtres et poudres de Langres pendant les guerres de la Ligue, ce qui lui a permis de faire « de nouvelles inventions de diverses pouldres & feux artificiels ».
Légitimiste, il a donc agi pour maintenir Langres dans l'obéissance au roi en mettant ses connaissances en poliorcétique à profit pour la défense de la ville. On le voit, après la bataille de Fontaine-Française, participer activement à la mise en défense de Langres car on craignait qu'une armée attaque la ville à partir de la Franche-Comté.

## Œuvres
- Nouveaux portraits ou figures de termes, Langres, 1592 ou en écriture française d'époque Nouveaux Pourtraitz et figures de termes pour user en l’architecture, composez et enrichiz de diversité d’animaulx représentez au vray, selon l’antipathie et contrariété naturelle de chacun d’iceulx, par Joseph Boillot, Lengrois, contrerolleur pour le Roy au magasin et grenier a sel dudict lieu, 1592.
- Modelles d'artifices de feu et divers instrumens de guerre utiles et nécessaires à tous ceux qui font profession des armes, avec les moyens de s'en prévaloir pour assiéger, battre, surprendre et deffendre toutes places, 1598.

### Nouveaux pourtraitz et figures de termes pour user en architecture
C'est un surprenant recueil de termes zoomorphes. Il peut être rattaché à un moment de l'architecture française pendant laquelle ont été produits des recueils d'ornements tentés par une frénésie décorative s'affranchissant de la théorie des ordres architecturaux, après 1560, avec ceux de Jacques Ier Androuet du Cerceau et de Hugues Sambin.
Son titre suppose que le recueil est destiné aux architectes, mais certains[Qui ?] ont voulu voir dans l'ouvrage un recueil de maximes édifiantes destinées à un jeune prince. D'autres[Qui ?] un ouvrage politique, en rapport avec la profession de foi donnée dans la dédicace du livre au duc de Nevers. 
Il indique qu'il a choisi de placer des animaux au lieu des hommes pour porter des fardeaux car ces derniers sont libres. En effet, selon Vitruve, les atlantes et les cariatides sont des représentations d’esclaves ou de captifs, et leur représentation sous le fardeau de l’entablement perpétue cet asservissement. 

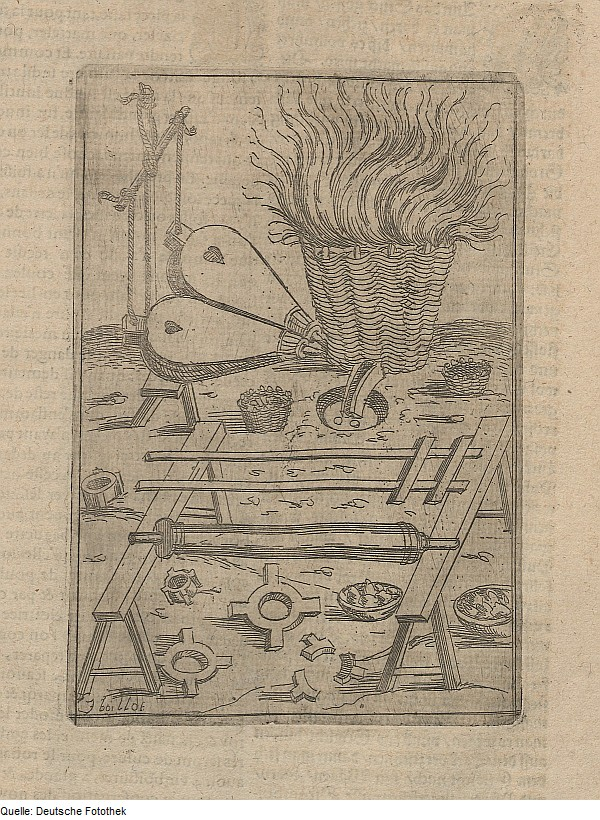
Fabrication des pièces d'artillerie (canon)

Boillot propose un classement allant des animaux les plus lourds portant les charges pénibles, placés au rez-de-chaussée des édifices, aux plus petits et les plus faibles. Il mêle les bêtes sauvages et exotiques, les animaux communs et domestiques, les créatures étranges et mythiques. Boillot fait des associations entre animaux par « antipathie et contrariété naturelle ».

### Modelles d'artifices de feu et divers instrumens de guerre utiles et nécessaires
Intellectuel et humaniste du dernier tiers du XVIe siècle, son écriture est souvent lourde avec une syntaxe parfois rugueuse. Il essaie de concilier l'approche intellectuelle avec une pratique, ces «sciences conjointes à l'exécution des mains». Dans ce livre, il fait de l'œil «le premier et le plus excellent de tous les instruments militaires». L'œil est «instrument pour descouvrir, monstrer, & par lequel on comprend & cognoit toutes choses propres à la guerre». Enfin, reprenant l'idée d'Aristote qui fait de la main l'instrument des instruments, Boillot fait de la main un instrument ayant plus de valeur que des instruments. Sur la gravure traitant de la main, il y a deux mains, une qui tient une plume, l'autre l'épée.

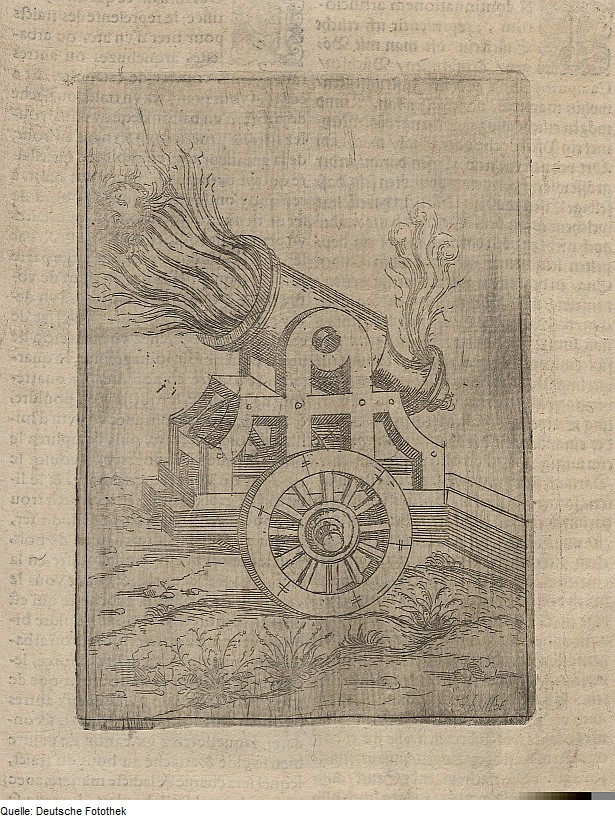
Mortier représenté dans l'ouvrage commun "Kriegskunde, Pyrotechnik, Geschütz" de Johannes Brantz et Joseph Boillot (réédition 1603)

Le livre montre la difficulté qu'il avait à ne pas confondre la théorie, la démonstration et les considérations métaphysiques. Ces considérations intellectuelles doivent se marier à des exigences pratiques de mesure et de respect des «proportions commodes», c'est-à-dire, adéquates selon le faix que vous voudrez esmouvoir. Il évalue les avantages d'un instrument par leur «nécessité» et leur «perfection». Pour les machines, instruments guerriers, c'est par leur capacité à répondre à diverses situations qu'ils sont appréciés et non qu'ils soient adéquats à chaque situation particulière.
Dans son avis au lecteur, Boillot écrit «L'homme naît sans armes et sans force», mais il a été «ennobly e la raison qui est plus que suffisante». La raison n'est pas seulement que jeu intellectuel, elle permet de relier des sciences au maniement des instruments. Pour Boillot elle ne remplace pas les défenses naturelles de l'animal, elle est plus que suffisante. Les instruments naturels, les organes, sont propres à leur office, les artifices, engins ou machines, instruments conçus par la raison humaine permettent de répondre à toutes les situations possibles. Boillot s'intéresse aux nouvelletés et y voit une marque de la dignité de la condition humaine.
Le traité est illustré de 90 gravures représentant des machines de guerre pour la plupart en pleine page, différentes sortes de pont, de canons, d'affûts, des grues, des pots-à-feu, des grenades, des bombes, des instruments à lancer des pierres et matières enflammées, fusées, arbalètes, pétards... et une représentant le moine Berthold Schwarz qui passe pour être l'inventeur de la poutre à canon, conseillé par le diable ,.